# 被爆青桐
34°23′30.8″N 132°27′12.1″E / 34.391889°N 132.453361°E
被爆青桐（日语：／）是種於日本廣島縣廣島市中區中島町广岛和平纪念公园的梧桐，曾遭原子彈爆炸。

## 概要
被爆青桐是廣島市選定被爆樹木之代表。現存2株，在廣島和平紀念資料館東館北側。6—7月開黃花。附近長有被爆青桐二世。
最初植樹時期不明。原種於別處，第二次世界大战時廣島遞信局中庭（現日本郵政集團廣島大樓附近）種有4株。1945年8月6日遭原子彈爆炸，距爆心地約1.30公里。因未受遞信局用地建築遮擋，遭爆心地傳來紅外線及爆風席捲，1株燒燬，3株奇蹟倖存。翌年春發新芽。1973年，中國郵政局建新廳舍，被爆青桐移往現和平公園。移植當初存活3株，其中1株1996年枯死。剩下的被爆青桐遭塗鴉破壞，又遭平成16年颱風第18號（2004年強烈颱風桑達）而倒下，有賴市府得以復舊保全。
剩下2株種子種出的苗木稱「被爆青桐二世」，作爲廣島市和平活動一環，遍佈日本內外。长崎市同遭原子彈爆炸，被爆樹木代表山王神社「被爆樟树」二世同樣遍佈各地。下令投彈的美国总统哈里·S·杜鲁门所建哈里·S·杜鲁门总统图书馆暨博物馆庭園也有孫子親手栽種的被爆青桐二世。

## 圖集

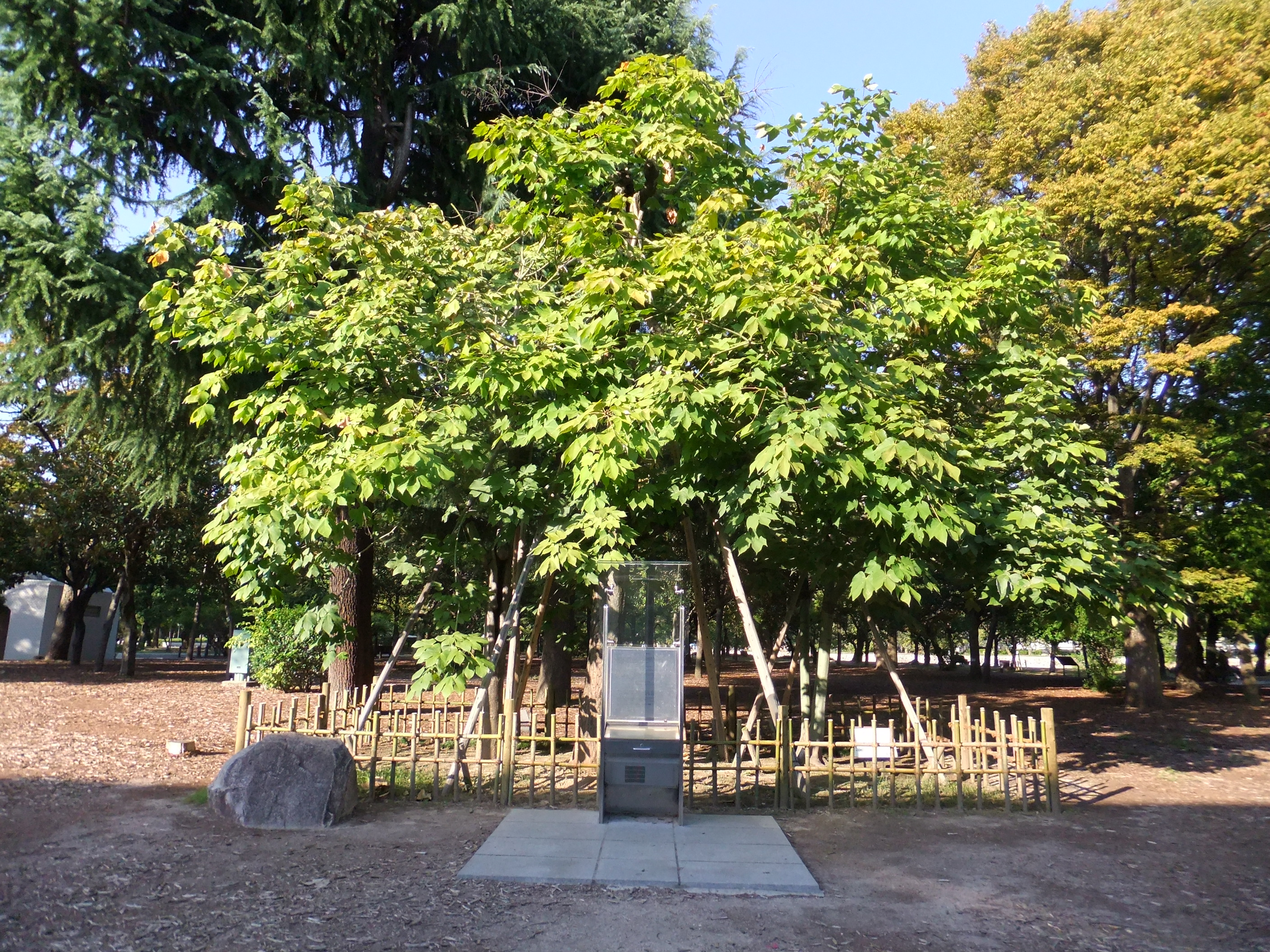
被爆青桐一、二世
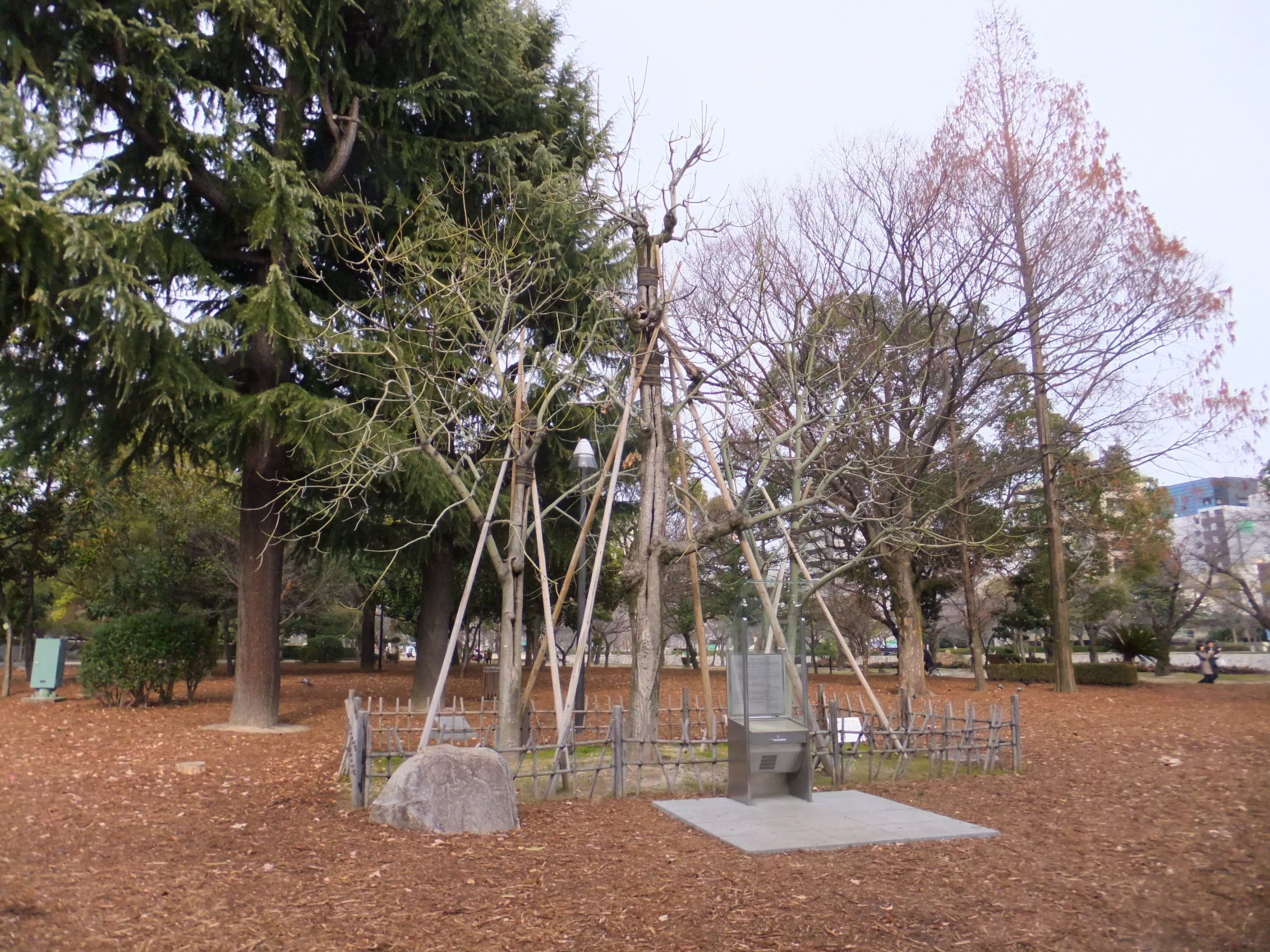
落葉期被爆青桐一、二世
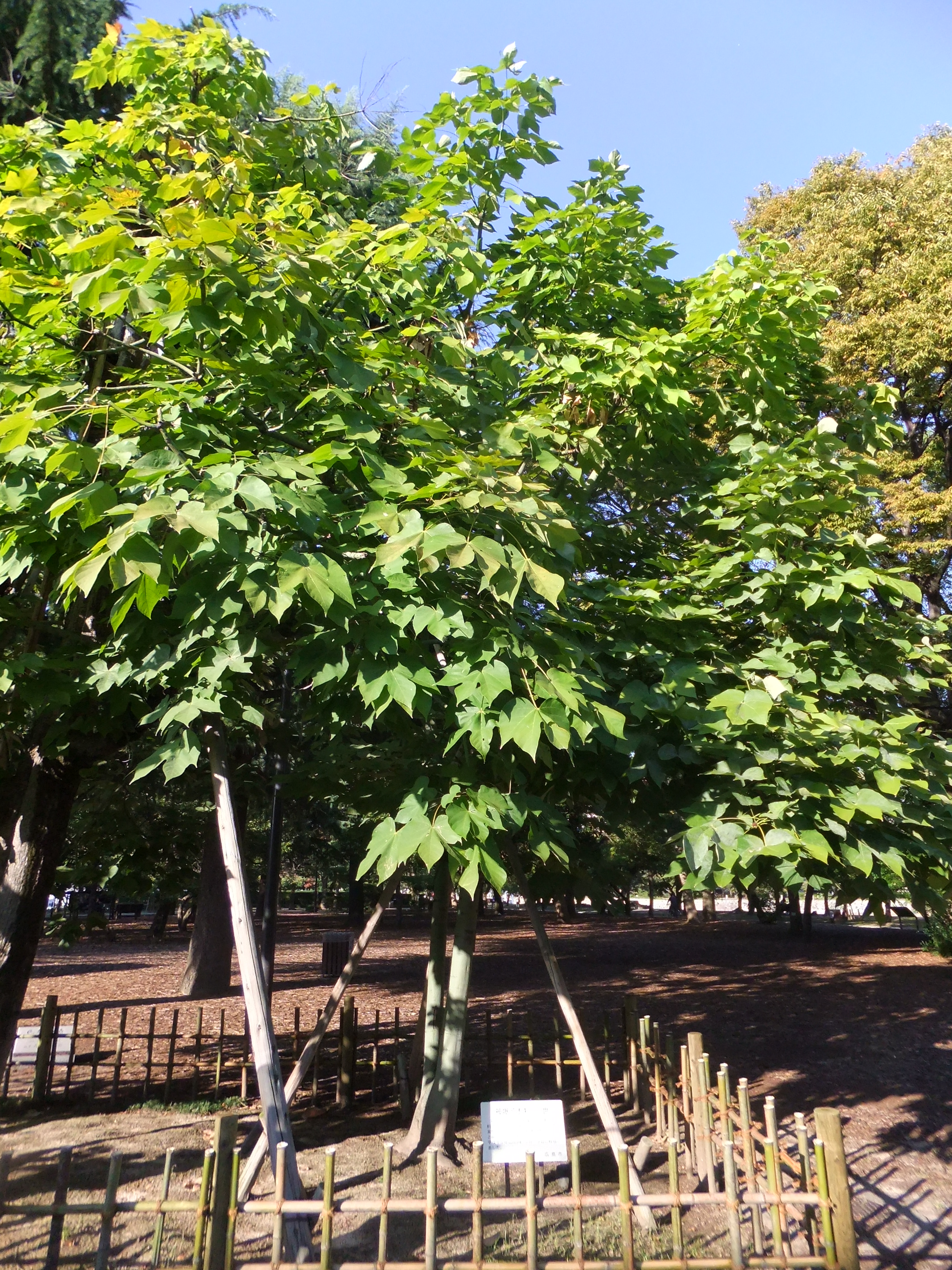
被爆青桐二世
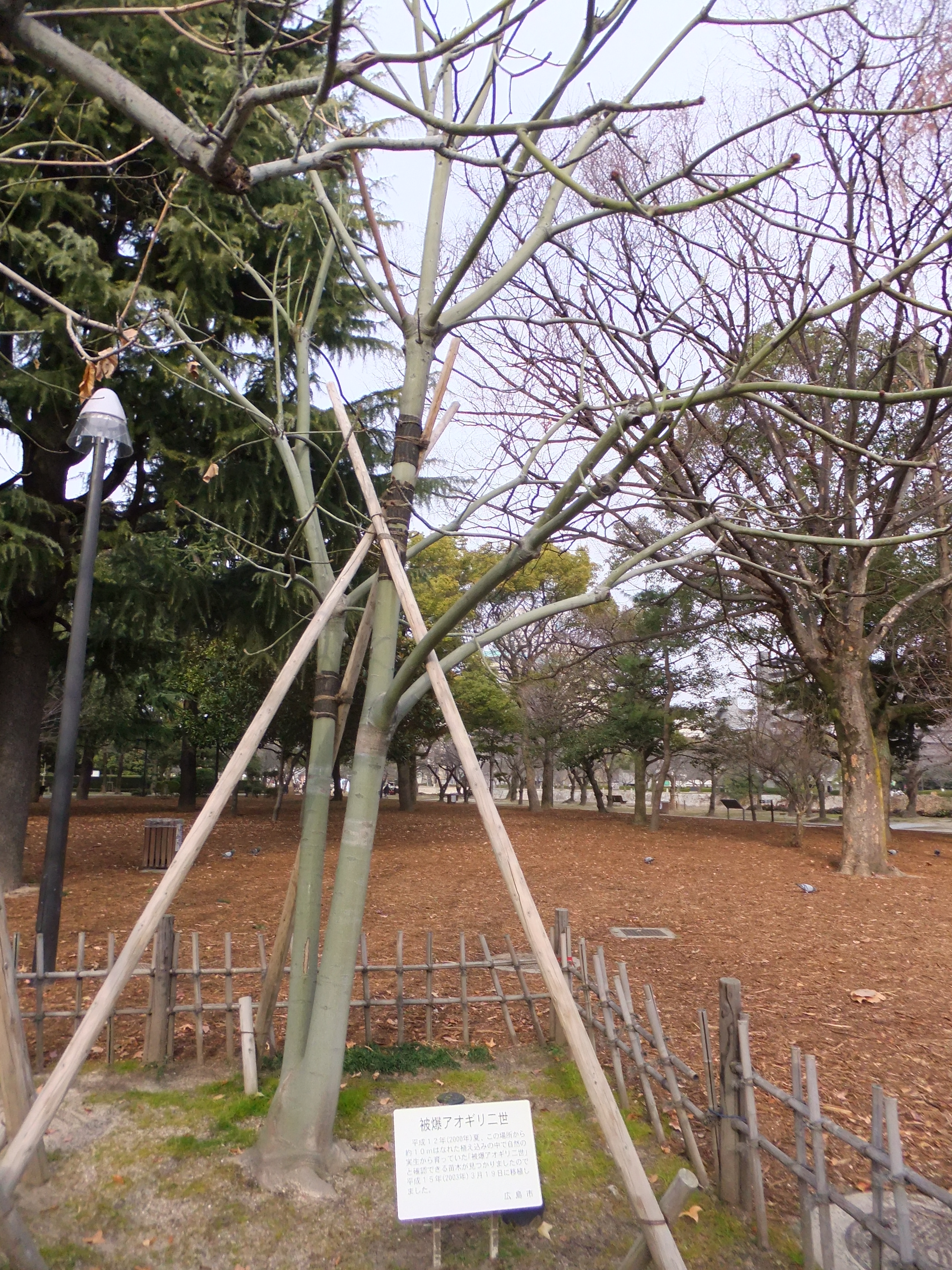
被爆青桐二世

## 作品
2000年，廣島市向市民徵集「廣島之歌」作爲千禧年紀念事業。次年徵得國內外915首歌曲中，廣島市立千田小學校三年級生、NHK廣島兒童合唱團成員森光七彩作詞、曲的青桐之歌當選最優作。此曲爲自由著作權。傳唱於廣島市內學校等處。
雷鬼歌手Metis歌曲在青桐木之下…描寫了被爆青桐。電影《青桐的寄託》取材自被爆者沼田鈴子與被爆青桐的經歷。

## 外部連結
- 被爆樹木名單 （页面存档备份，存于）—廣島市
- 聽說過被爆青桐二世苗木配付的事嗎 （页面存档备份，存于）—廣島市
- 青桐之歌 （页面存档备份，存于）—廣島市